# Nebrowo Wielkie (gromada)
Nebrowo Wielkie – dawna gromada, czyli najmniejsza jednostka podziału terytorialnego Polskiej Rzeczypospolitej Ludowej w latach 1954–1972.
Gromady, z gromadzkimi radami narodowymi (GRN) jako organami władzy najniższego stopnia na wsi, funkcjonowały od reformy reorganizującej administrację wiejską przeprowadzonej jesienią 1954 do momentu ich zniesienia z dniem 1 stycznia 1973, tym samym wypierając organizację gminną w latach 1954–1972.
Gromadę Nebrowo Wielkie z siedzibą GRN w Nebrowie Wielkim utworzono – jako jedną z 8759 gromad na obszarze Polski – w powiecie kwidzyńskim w woj. gdańskim na mocy uchwały nr 19/III/54 WRN w Gdańsku z dnia 5 października 1954. W skład jednostki weszły obszary dotychczasowych gromad Nebrowo Wielkie, Nebrowo Małe, Glina, Rusinowo i Wiśliny ze zniesionej gminy Nebrowo Wielkie oraz łąki nadwiślańskie (położone wzdłuż zachodniej granicy dotychczasowej gromady Wiśliny) z dotychczasowej gromady Bursztych ze zniesionej gminy Janowo w tymże powiecie. Dla gromady ustalono 13 członków gromadzkiej rady narodowej.
1 stycznia 1959 do gromady Nebrowo Wielkie włączono miejscowości Kaniczki i Grabowo ze zniesionej gromady Grabówko w tymże powiecie.
1 stycznia 1965 do gromady Nebrowo Wielkie włączono tereny łąk nadwiślańskich o obszarze około 300 ha, położone między wałem ochronnym a rzeką Wisłą, z gromady Świerkocin w powiecie grudziądzkim w woj. bydgoskim.
1 stycznia 1972 gromadę zniesiono, a jej obszar włączono do gromady Sadlinki w tymże powiecie.